# Phaedra
Phaedra és el cinquè àlbum d'estudi del grup de música electrònica alemany Tangerine Dream. Va ser enregistrat durant el novembre de 1973 a The Manor de Shipton-on-Cherwell (Anglaterra), i publicat el 20 de febrer de 1974 per mitjà de Virgin Records. Aquest és el primer àlbum de Tangerine Dream que presenta el seu so clàssic basat en seqüenciadors i es considera una gran influència per al krautrock.
L'obra va marcar l'inici de l'èxit internacional del grup i va ser el seu primer àlbum publicat amb el segell discogràfic Virgin. Va aconseguir vendes de sis xifres al Regne Unit, arribant al número 15 de la UK Albums Chart i romanent-hi 15 setmanes gràcies al boca-orella. També va fer guanyar al grup un disc d'or en set països, tot i que a la seva Alemanya natal amb prou feines va vendre 6.000 unitats. El títol de l'àlbum fa referència al personatge de Fedra de la mitologia grega.

## Història
En sentir un conjunt de gravacions que Edgar Froese i Christopher Franke havien fet a principis d'any als Skyline Studios de Berlín, Richard Branson de Virgin Records els va proposar un contracte i els va animar a anar a Anglaterra. Després de comprar un sintetitzador modular Moog amb l'avançament del contracte, a finals de 1973 el grup es va instal·lar a The Manor Studio, a Oxfordshire, per a començar a gravar. L'àlbum sencer es va completar en menys de sis setmanes, i part de la música es va gravar amb l'ajuda de l'esposa de Froese, Monique. Entrevistat per Mark J. Prendergast, Froese va recordar:
Phaedra va ser el primer àlbum en què s'havien d'estructurar moltes coses. El motiu era que estàvem utilitzant el seqüenciador Moog per primera vegada. Afinar l'instrument trigava diverses hores cada dia perquè en aquell moment no hi havia preajustos ni bancs de memòria. Treballàvem cada dia des de les 11 del matí fins a les 2 de la nit. L'onzè dia amb prou feines teníem 6 minuts de música en cinta. Tècnicament, tot el que podia sortir malament, va sortir malament: el magnetòfon es va espatllar, hi va haver fallades constants a la taula de mescles i els altaveus van resultar danyats a causa de les freqüències inusualment baixes de les notes greus. Després de 12 dies així, estàvem completament esgotats. Afortunadament, després d'un descans de dos dies al camp, un nou inici va comportar un gran avenç. «Mysterious Semblance» es va gravar el 4 de desembre. En Pete i en Chris dormien després d'un llarg dia de sessió de gravació, així que vaig convidar la meva esposa, la Monique, a l'estudi. Vaig trucar a l'enginyer d'estudi i ho vaig gravar en una sola presa amb un Mellotron de dos teclats mentre la Monique girava els botons d'un dispositiu de fase. Aquesta peça està registrada exactament com es va gravar aquell dia. I aquesta pràctica va seguir durant la resta de la sessió.
La cançó que dona títol al disc es basava originalment en una improvisació gravada a l'estudi i, sense voler-ho, mostra una de les limitacions de l'equip analògic que s'utilitzava en aquell moment: a mesura que l'equip s'escalfava, alguns dels oscil·ladors electrònics van començar a desafinar-se atès que eren molt sensibles a la temperatura, cosa que va provocar alguns dels canvis en la música cap al final de la peça.
Tant la cançó que dóna títol a l'àlbum com «Movements of a Visionary» es basen en l'ús que fa Franke del seqüenciador analògic Moog com a substitut del baix elèctric. «Mysterious Semblance at the Strand of Nightmares» presenta Froese tocant en solitari amb un Mellotron, tractat amb efectes de filtre d'escombrada lenta. «Sequent C'» és una peça curta de Peter Baumann amb flauta dolça, amb eco de cinta.
El 2019 es va publicar un CD remasteritzat que contenia remescles estèreo addicionals de «Phaedra» i «Sequent C» de Steven Wilson. Un senzill promocional es va ser publicar el 1974 als Estats Units d'Amèrica amb fragments de dues cançons. El disseny i la pintura de la coberta són obra de Froese.
La cançó principal i «Mysterious Semblance at the Strand of Nightmares» apareixen a la pel·lícula interactiva de Netflix del 2018 Black Mirror: Bandersnatch. El protagonista Stefan rep una llista de recomanacions musicals, amb artistes com Edgar Froese, Tangerine Dream, Bauhaus i The Cure. Després de mirar els discos de la botiga, Stefan ha de decidir entre dos àlbums: Phaedra de Tangerine Dream i The Bermuda Triangle d'Isao Tomita.

## Equip

### Músics
- Edgar Froese: mellotron, guitarra, baix, sintetitzador VCS 3 i orgue[11]
- Christopher Franke: sintetitzador Moog i VCS 3
- Peter Baumann: orgue, piano elèctric, sintetitzador VCS 3 i flauta dolça

### Tècnics
- Edgar Froese: productor i disseny de la coberta
- Phil Becque: enginyer d'àudio